# Eblanaia
Eblanaia es un género de foraminífero bentónico de la subfamilia Chernyshinellinae, de la familia Tournayellidae, de la superfamilia Tournayelloidea, del suborden Fusulinina y del orden Fusulinida. Su especie tipo es Plectogyra micholi. Su rango cronoestratigráfico abarca desde el Tournaisiense superior hasta el Viseense inferior (Carbonífero inferior).

## Discusión
Clasificaciones más recientes incluyen Eblanaia en la familia Chernyshinellidae, y en el suborden Tournayellina, del orden Tournayellida, de la subclase Fusulinana y de la clase Fusulinata. Algunas clasificaciones incluyen Eblanaia en la subfamilia Eblanainae, de la familia Globoendothyridae.

## Clasificación
Eblanaia incluye a la siguiente especie:
- Eblanaia micholi †